# Hydrellia calverti
Hydrellia calverti är en tvåvingeart som beskrevs av Cresson 1918. Hydrellia calverti ingår i släktet Hydrellia och familjen vattenflugor. Inga underarter finns listade i Catalogue of Life.